# ألبرت دي مارتن
ألبرت دي مارتن هو سياسي كندي، ولد في 20 فبراير 1951 في مونتريال في كندا. حزبياً، نشط في Action démocratique du Québec ‏ وParti conservateur du Québec ‏ وحزب المحافظين الكندي. وقد انتخب عضو الجمعية الوطنية في كيبك ‏.